# Леали, Никола
Нико́ла Леа́ли (итал. Nicola Leali; 17 февраля 1993, Кастильоне-делле-Стивьере) — итальянский футболист, вратарь клуба «Дженоа».

## Карьера
Футбольная карьера Николы Леали берёт своё начало в клубе «Брешиа». Уже в 16 лет он дебютировал за Примаверу клуба. В сезоне 2009/10 Леали был удостоен звания Лучшего вратаря чемпионата Примавер. К тому времени он уже был первым голкипером юношеской сборной Италии. В сезоне 2010/11, после ухода из «Брешиа» основного вратаря Маттео Серени, состоялся дебют Леали в серии А: 15 мая 2011 года он вышел в стартовом составе на матч с «Чезеной», который закончился поражением его клуба со счётом 0:1. Следующий сезон 2011/12, который «Брешиа» проводила уже в серии B, Леали начинает в качестве основного вратаря команды. Во второй части чемпионата Никола уступает место первого голкипера «Брешиа» опытному Микеле Аркари, однако своей игрой Леали привлек и без того большое внимание команд серии А, включая «Ювентус», «Милан», «Катанию», а также португальского «Спортинга». Благодаря своим игровым качествам Леали приобрёл статус «наследника Буффона».
3 июля 2012 года было объявлено о переходе Николы в «Ювентус». Леали подписал с туринским грандом контракт до 30 июня 2017 года.
В июле 2023 года подписал контракт с клубом «Дженоа».

## Достижения
- Обладатель Суперкубка Италии: 2012
- Лучший вратарь Серии B: 2012/13

## Статистика
| Клуб             | Сезон            | Лига | Лига | Кубки | Кубки | Еврокубки | Еврокубки | Прочие | Прочие | Итого | Итого |
| Клуб             | Сезон            | Игры | Голы | Игры  | Голы  | Игры      | Голы      | Игры   | Голы   | Игры  | Голы  |
| ---------------- | ---------------- | ---- | ---- | ----- | ----- | --------- | --------- | ------ | ------ | ----- | ----- |
| Брешиа           | 2010/11          | 1    | -1   | 0     | -0    | -         | -         | -      | -      | 1     | -1    |
| Брешиа           | 2011/12          | 16   | -23  | 2     | -2    | -         | -         | -      | -      | 18    | -25   |
| Брешиа           | Итого            | 17   | -24  | 2     | -2    | -         | -         | -      | -      | 19    | -26   |
| Виртус Ланчано   | 2012/13          | 37   | -51  | 0     | -0    | -         | -         | -      | -      | 37    | -51   |
| Виртус Ланчано   | Итого            | 37   | -51  | 0     | -0    | -         | -         | -      | -      | 37    | -51   |
| Специя           | 2013/14          | 33   | -36  | 3     | -7    | -         | -         | -      | -      | 36    | -43   |
| Специя           | Итого            | 36   | -43  | 3     | -7    | -         | -         | -      | -      | 25    | -32   |
| Всего за карьеру | Всего за карьеру | 87   | -111 | 5     | -9    | -         | -         | -      | -      | 92    | -120  |